# 兰登书屋大楼
兰登书屋大楼（英語：Random House Tower），又称帝国公园公寓（Park Imperial Apartments），是美國纽约市一栋52层混合用途建筑，其既是兰登书屋的总部，又是一处高档住宅楼。出版社的入口位于百老汇大街，上至27层，而公寓入口则在56街上。